# Celler Trialog
Der Celler Trialog ist ein nationales Forum aus Vertretern der Politik, Wirtschaft und Bundeswehr mit dem Ziel, die Vernetzung deutscher Sicherheitspolitik zu stärken. Initiiert wurde das Treffen 2007 durch den Aufsichtsratsvorsitzenden der Commerzbank, Klaus-Peter Müller, und Generalmajor Wolf Langheld, ehemaliger Kommandeur der 1. Panzerdivision in Hannover, im niedersächsischen Celle. Die Veranstaltung stand in den ersten Jahren unter der Schirmherrschaft des Ministerpräsidenten des Landes Niedersachsen. Im Celler Appell von 2008 wurde die Absicht festgehalten, jährlich unter Ausschluss der Öffentlichkeit zusammenzukommen. Die Teilnehmerauswahl obliegt dabei dem Bundesministerium der Verteidigung und der Commerzbank.

## Selbstverständnis
Die Teilnehmer sehen ihr Engagement im Sinne der „vernetzten Sicherheit“, zu der sich die Bundesregierung in ihrem Weißbuch 2006 bekannt hat. Deutschland ist durch die Globalisierung eng mit den politischen und wirtschaftlichen Entwicklungen anderer Staaten verbunden und als rohstoffarmes, exportorientiertes Land auf Stabilität und Sicherheit angewiesen. Die Wahrnehmung der Öffentlichkeit von Bundeswehr, mit ihren zunehmenden Auslandseinsätzen, und Sicherheit müsse sich den größeren euro- und geopolitischen Aufgaben anpassen. Angesichts dieser komplexer werdenden sicherheitspolitischen Herausforderungen „läge es im gemeinsamen Interesse von Wirtschaft, Politik und Bundeswehr zusammenzuarbeiten und Themen der Außen- und Sicherheitspolitik öffentlich zu vermitteln.“ Der Parlamentarische Staatssekretär im Verteidigungsministerium Thomas Kossendey sprach auch in diesem Kontext auf dem ersten Celler Trialog von der Abgabe von Aufgabenfeldern der Bundeswehr, die nicht zu ihren Kernaufgaben gehörten und „der private Sektor günstiger erbringen kann“.

## 2007
Das erste Forum fand 2007 auf Einladung von Klaus-Peter Müller, Vorstandssprecher (2007) bzw. Aufsichtsratsvorsitzender (2008) der Commerzbank, und Generalmajor Wolf Langheld, Kommandeur der 1. Panzerdivision in Hannover,  unter Schirmherrschaft vom damaligen Ministerpräsidenten Niedersachsens Christian Wulff statt. Klaus-Peter Müller, 2005–2009 Präsident des Bundesverbandes deutscher Banken, Offizier der Reserve und Träger des Ehrenkreuzes der Bundeswehr in Gold „für vertiefte Begegnungen zwischen Führungskräften der Bundeswehr und der Wirtschaft“ kommt eine maßgebliche Rolle beim engeren Heranführen deutscher Unternehmen an das Militär zu.
Zu den rund 80 Teilnehmern gehörten u. a. Generalleutnant Hans-Otto Budde, Inspekteur des Heeres, und Eckart von Klaeden, Bundestagsabgeordneter und der damalige außenpolitischer Sprecher der CDU/CSU-Fraktion. Hauptredner waren Klaus-Peter Müller, Thomas Kossendey, August Hanning, früherer BND-Präsident und Staatssekretär im Bundesministerium des Innern bis 2009.

## 2008
Das zweite Treffen im Jahr 2008 hatte rund 120 Gäste. Die Moderation übernahm Heinz Schulte, Chefredakteur der Griephan-Redaktion und damit Herausgeber der Fachzeitschrift „Griephan – global security“, einer Fachzeitschrift zum Industrie-Geschäftsfeld äußere und innere Sicherheit. Er ist weiter Fachjournalist für internationale Sicherheitspolitik und Jurymitglied für den „Technologiepreis der wehrtechnischen Industrie“ des Bundesverbands der Deutschen Industrie (BDI).
Zu den Hauptrednern gehörten u. a. der frühere Verteidigungsminister Franz Josef Jung, Klaus-Peter Müller, Hans-Ulrich Klose, Stellvertretende Vorsitzende des Auswärtigen Ausschusses, und General Wolfgang Schneiderhan, Generalinspekteur der Bundeswehr.
Klaus-Peter Müller untermauerte den wiederholten Ruf nach mehr Zusammenarbeit zwischen Politik, Wirtschaft und Bundeswehr mit den Worten: „In einer vernetzten, globalisierten Welt ist politische und wirtschaftliche Stabilität ein wertvoller und wichtiger Wirtschaftsfaktor, der uns nicht preisgünstig zur Verfügung gestellt wird und den man nicht dauerhaft zu Lasten Dritter in Anspruch nehmen kann.“ Unternehmer wie Manager müssten die Produzenten von Sicherheit, namentlich die Bundeswehr, honorieren. Müller wünschte sich auch mit Blick auf das öffentliche Interesse am „Auslandseinsatz“ der deutschen Nationalmannschaft bei der Fußball-EM „einen Bruchteil dieser wohl verdienten Aufmerksamkeit auch für die täglichen, seit Jahren erbrachten Höchstleistungen unserer Soldatinnen und Soldaten, gerade jener im Auslandseinsatz. Die Mannschaftsleistung der Bundeswehr verdient mehr Wertschätzung, mehr Unterstützung – ideell, aber auch materiell!“
Christian Wulff verlautbarte: „Dies Land ist ein Bundeswehrland. Wir sehen die Bundeswehr als Friedensinitiative.“
Die programmatische Grundlage des Forums wurde im „Celler Appell“ aus dem Jahr 2008 niedergelegt. Darin wurden drei Maßnahmen vereinbart: Es sollten „Impulse für die vertiefte sicherheitspolitische Diskussion“ gegeben, Initiativen zur „Förderung der Reservisten in Industrie und Wirtschaft“ sowie für die „Intensivierung der zivil-militärischen Zusammenarbeit“ ergriffen und schließlich darauf hingewirkt werden, „dass der sicherheitspolitische Dialog auch in Forschung und Lehre, insbesondere an unseren Hochschulen gestärkt wird.“ Das „Verständnis für die Auslandseinsätze der Bundeswehr“ solle verbreitert werden.

## 2009
Zum dritten Forum 2009 wurden etwa 160 Vertreter empfangen. Neben Hans-Peter Keitel, Präsident des Bundesverbandes der Deutschen Industrie, Wolfgang Schäuble, Bundesminister des Innern, Generalleutnant Johann-Georg Dora, Stellvertretender Generalinspekteur der Bundeswehr, und Philipp Rösler, damaliger Stellvertretender Ministerpräsident des Landes Niedersachsen, nahmen erneut Franz Josef Jung, Eckart von Klaeden und Klaus-Peter Müller teil.
Die Verbesserung der Zusammenarbeit zwischen Wirtschaft und Bundeswehr werde über Public Private Partnership realisiert, betonte Klaus-Peter Müller. In diesem Jahr wurde das Zusammentreffen mit dem Leitspruch „Zukunft denken – Gegenwart gestalten“ und selbst gewähltem Themenschwerpunkt „Die Bundeswehr im Einsatz für unsere Sicherheit – Wirtschaft und Politik an der Seite der Bundeswehr“ zum ersten Mal von einem Protest mit circa 150 Teilnehmern begleitet. Aufgerufen hatten u. a. attac, solid und die LINKE aus Celle und nahe gelegenen Städten.

## 2010
Der für September geplante vierte Celler Trialog in Kiel wurde im Juni vom Bundesminister der Verteidigung in Abstimmung mit dem Vorstand der Commerzbank abgesagt. Als Grund wurden Sparzwänge im Haushalt angegeben.

## 2013
Am 22. und 23. Mai 2013 trafen sich unter anderem Thomas de Maizière (Bundesminister der Verteidigung), Armin Papperger (Vorstandsvorsitzender Rheinmetall AG) und General Volker Wieker (Generalinspekteur der Bundeswehr) erneut zu Gesprächen unter dem Motto „Politik – Bundeswehr – Wirtschaft: Kooperation oder Konkurrenz?“.
Als Organisator der Konferenz trat der Bundestagsabgeordnete Henning Otte (CDU, Wahlkreis Celle/Uelzen) auf; sein einziger Kooperationspartner war die Deutsche Gesellschaft für Wehrtechnik e.V. und ihre Studiengesellschaft.
Auf dieser Veranstaltung forderte Papperger, unterstützt durch Stéphane Beemelmans (Staatssekretär im Verteidigungsministerium), Rüstungsexporte zu erleichtern, um Arbeitsplätze nicht zu gefährden. Alle Redner setzten sich für eine engere Zusammenarbeit von Rüstungsfirmen und Bundeswehr ein: „Der Austausch des Personals muss erleichtert werden.“ De Maizière versprach, am 5. Juni dem Verteidigungsausschuss des Bundestages einen Bericht über das Debakel rund um das Drohnen-Projekt „Euro Hawk“ vorzulegen.
Das Treffen wurde von Protesten begleitet.

## 2014
Der fünfte Celler Trialog fand von Mittwoch, 17. September bis Donnerstag, 18. September 2014 statt.
Organisator war, wie im Vorjahr, der Bundestagsabgeordnete Henning Otte (CDU), der als Kooperationspartner die Deutsche Gesellschaft für Wehrtechnik e. V. (DWT) an seiner Seite hatte.

## 2016
Der sechste Celler Trialog fand von Montag, 24. Oktober bis Dienstag, 25. Oktober 2016 statt. Zu den Teilnehmern aus Politik, Militär und Wirtschaft gehörten die Bundesverteidigungsministerin Ursula von der Leyen, der Generalinspekteur der Bundeswehr Volker Wieker und der BDI-Präsident Ulrich Grillo.